# Poincaréjeva domneva
Poincaréjeva domneva je v matematiki izrek o karakterizaciji trirazsežne sfere (3-sfere), hipersfere, ki omejuje enotsko sfero v štirirazsežnem prostoru. Domneva navaja, da je vsaka enostavno povezana, zaprta 3-mnogoterost difeomorfna 3-sferi ({\displaystyle S^{3}}). Do sedaj je to edini rešeni problem iz množice sedmih problemov tisočletne nagrade Clayjevega matematičnega inštituta. 
Domnevo je neizrečeno postavil Henri Poincaré leta 1904. Po programu ameriškega matematika Richarda Streita Hamiltona iz leta 1982 o Riccijevem toku jo je med letoma 2002 in 2003 pritrdilno dokazal Grigorij Jakovljevič Perelman s tremi članki, objavljenimi v prek spleta dostopnem elektronskem arhivu arXiv. Več zelo uglednih matematikov je preverilo njegov dokaz. Morgan in Tian sta v dveh elektronskih publikacijah, knjigi in članku, podala celotni in podrobni dokaz. Za svoj dokaz je Perelman avgusta 2006 prejel Fieldsovo medaljo, vendar jo je odklonil, češ, da je ne potrebuje, saj, če dokaz velja, za to ni potrebno nobeno drugo priznanje. 18. marca 2010 mu je Clayjev inštitut za dokaz podelil tisočletno nagrado v višini enega milijona dolarjev, vendar je tudi to nagrado zavrnil s pojasnilom, da je nepravična in naj bi po njem imel enak delež pri dokazovanju tudi Hamilton. Smale, ki je rešil analogon Poincaréjeve domneve za sfere razsežnosti 5 ali več, je ob najavi tisočletne nagrade dejal: »Pred petdesetimi leti sem delal na Poincaréjevi domnevi in zato globoko cenim ta lep in težak problem. Končna rešitev Grigorija Perelmana je velik dogodek v zgodovini matematike.« Do leta 1982 je bila Poincaréjeva domneva dokazana za vse razsežnosti razen za razsežnost 3. Kot je razvidno iz izvirnih Perelmanovih člankov, je temo obravnavalo ogromno matematikov.

## Navedki
»V mojem celem življenju je prevladovala Poincaréjeva domneva. Nikoli si nisem mislil, da bom videl njeno rešitev. Mislil sem, da se je nihče ne more dotakniti.« —John Morgan, predstojnik Oddelka za matematiko Univerze Columbia